# 蒂亚费廊街
蒂亚费廊街（Passage Thiaffait）位于法国里昂里昂第一区的红十字山斜坡，它是一个弯曲的串廊（traboule），入口是一个门廊（在rue René Leynaud），结束于通往山上的阶梯（rue Burdeau）。这条街属于被联合国教科文组织列为世界遗产的区域。

## 历史
蒂亚费廊街兴建于1827年，路易- 菲利普时代，得名于修建房屋和串廊的蒂亚费先生。他是慈善机构（Bureau de Bienfaisance）成员和基础教育协会（Société d'Instruction Élémentaire）会长，1861年4月14日去世。大约1827年，Guerin神父在串廊布置了他建立的乐队以促进音乐。。
经过二十年的破旧和不安全感，蒂亚费廊街在1997年作出翻修的决定，2001年完成。现在一些房屋用作工作室和作坊。2000年，所有的商店/作坊命名为创作者之村（Le village des créateurs），在法国和欧洲拥有知名度。